# Tomoki Ikemoto
Tomoki Ikemoto (japanisch 池元 友樹 Ikemoto Tomoki; * 27. März 1985 in der Präfektur Fukuoka) ist ein japanischer Fußballspieler.

## Karriere
Ikemoto erlernte das Fußballspielen in der Schulmannschaft der Higashi Fukuoka High School. Seinen ersten Vertrag unterschrieb er 2005 bei New Wave Kitakyushu (heute: Giravanz Kitakyushu). Im Oktober 2006 wechselte er zu FC Gifu. 2007 wechselte er zum Erstligisten Kashiwa Reysol. 2008 wechselte er zum Zweitligisten Yokohama FC. Für den Verein absolvierte er 72 Ligaspiele. 2010 wechselte er zum Ligakonkurrenten Giravanz Kitakyushu. Für den Verein absolvierte er 172 Ligaspiele. 2015 wechselte er zum Erstligisten Matsumoto Yamaga FC. Für den Verein absolvierte er acht Erstligaspiele. 2016 kehrte er zum Zweitligisten Giravanz Kitakyushu zurück. Am Ende der Saison 2016 stieg der Verein in die J3 League ab.